# Joshua Brian Reeves
Joshua Brian Reeves (07 de agosto de 1990), mais conhecido como Josh Reeves ou simplesmente Josh, é um jogador brasileiro e neozelandês de rúgbi. Atuou na Nova Zelândia e na Irlanda antes de desembarcar na América do Sul. Radicado no Brasil, Josh foi campeão brasileiro com o Jacareí Rugby em 2017. Josh é figura certa nas listas de convocação da seleções brasileiras de rugby union e rugby sevens. Atualmente defende o Utah Warriors. 

## Carreira

### Band Saracens
No início de 2015, Josh foi anunciado como reforço da equipe paulistana.

### Jacareí Rugby
No clube de Jacareí, Josh conseguiu o título brasileiro de 2017 como jogador.

### Band Saracens
Após duas temporadas atuando pelo Jacarei Rugby, Josh optou por retornar ao Band Saracens em 2018.

### Utah Warriors
Depois de atuar pelo Americas XV contra o Glandale Raptors, nos Estados Unidos. O Atleta chamou atenção por seus chutes potentes durante as conversões e foi o primeiro brasileiro a assinar contrato com um clube da recém-criada liga norte-americana de rúgbi.

## Seleção Brasileira
Desde que se naturalizou para defender a Seleção Brasileira, Josh é frequentemente convocado para defender as cores do Brasil. Recentemente, esteve com os Tupis enfrentando os Maori All Blacks, no Morumbi.
Em 2018, Josh participou do desafio Rugby Games e desafiou o tetracamopeão Raí nos chutes, mas foi derrotado pelo ídolo tricolor.